# Adams (Massachusetts)
Pour les articles homonymes, voir Adams.
Adams est une ville du Comté de Berkshire au Massachusetts, fondée en 1762.
Sa population était de 8 485 habitants en 2010.